# اوتکارش آمبودکار
اوتکارش آمبودکار (انگلیسی: Utkarsh Ambudkar؛ ‏ ‎/ˈʊtkɑːrʃ æmˈbʊdkɑːr/‎؛ ‏UUT-karsh am-BUUD-kar؛ ‏  زادهٔ ۱۹۸۳ تا ۱۹۸۴) بازیگر و خواننده اهل ایالات متحده آمریکا است. وی از سال ۲۰۰۴ میلادی تاکنون مشغول فعالیت بوده‌است.

## گزیدهٔ نقش‌آفرینی‌ها

### سینما
- با من ازدواج کن (۲۰۲۲)
- عصر یخبندان: ماجراهای باک وایلد (۲۰۲۲)
- تیک، تیک... بوم! (۲۰۲۱)
- گای آزاد (۲۰۲۱)
- مادرخوانده (۲۰۲۰)
- مولان (۲۰۲۰)
- بازی تمام شد مرد! (۲۰۱۸)
- بلوز باسماتی (۲۰۱۷)
- آرایشگاه: اصلاح بعدی (۲۰۱۶)
- سواری با هم ۲ (۲۰۱۶)
- عجایب طبیعت (۲۰۱۵)
- آوازخوان حرفه‌ای (۲۰۱۲)

### تلویزیون
- آخرین بادافزار (۲۰۲۴)
- دراپ‌اوت (۲۰۲۲)
- مرغ ربات (۲۰۲۱)
- من تابه‌حال هرگز (۲۰۲۳-۲۰۲۱)
- سیمپسون‌ها (۲۰۱۶)
- شرکت برق (۲۰۰۶ و ۲۰۱۰)